# Stand down
「Stand down」（スタンド・ダウン）は、森久保祥太郎の5枚目のシングル。2010年12月8日にLantisから発売された。

## 概要
前作「Parallel World」から約1年7ヶ月ぶりのリリース。前々作ぶりのノンタイアップ作品となっている。

## 収録曲
1. Stand down [4:13]
作詞・作曲：森久保祥太郎、編曲：井上日徳
2. MIRROR [4:37]
作詞：森久保祥太郎、作曲・編曲：井上日徳
3. Cloudy sky [4:26]
作詞・作曲：森久保祥太郎、編曲：井上日徳